# Kârgâzstan la Jocurile Olimpice de iarnă din 2014
Kârgâzstan a participat la Jocurile Olimpice de iarnă din 2014 din Soci, Rusia în perioada 7 - 23 februarie 2014. Delegația țării a constat dintr-un singur schior, Dmitri Trelevschi care trebuia să participe pentru a doua oară consecutiv la Jocurile Olimpice. Echipa a fost formată și din alți 4 oficiali. Au fost alocați 1.980 de dolari americani pentru susținerea lui Trelevschi după calificarea lui. Conform lui Nurdin Sultambayev, purtătorul de cuvânt al Agenției Statale pentru Educație Fizică și Psihică (ASEFP), „sporturile de iarnă sunt cele mai scumpe” iar „fondurile au fost insuficiente pentru o delegație mai mare”. Totuși, pe 12 februarie, Treleveschi s-a accidentat sever la antrenamente, astfel încât a trebuit să se retragă din competiție. Cu acordul Comitetului Internațional Olimpic, CON l-a înlocuit cu Evgheni Timofeev.

## Competitori
| Sport      | Masculin | Feminin | Total |
| ---------- | -------- | ------- | ----- |
| Schi alpin | 1        | 0       | 1     |
| Total      | 1        | 0       | 1     |

## Schi alpin
Conform listei de sportivi calificați publicată la 20 ianuarie 2014, Kârgâzstan a avut un sportiv calificat. Cu acordul Comitetului Internațional Olimpic, CON l-a înlocuit pe Dmitri Trelevschi cu Evgheni Timofeev.
| Sportiv          | Probă                 | Manșa 1 | Manșa 1 | Manșa 2 | Manșa 2 | Total   | Total |
| Sportiv          | Probă                 | Timp    | Loc     | Timp    | Loc     | Timp    | Loc   |
| ---------------- | --------------------- | ------- | ------- | ------- | ------- | ------- | ----- |
| Evgheni Timofeev | Slalom uriaș masculin | 1:34.65 | 68      | 1:37.07 | 63      | 3:11.72 | 61    |
| Evgheni Timofeev | Slalom masculin       |         |         |         |         |         |       |